# Montigny-la-Resle
Montigny-la-Resle település Franciaországban, Yonne megyében. Lakosainak száma 582 fő (2022. január 1.). Montigny-la-Resle Rouvray, Bleigny-le-Carreau, Héry, Lignorelles, Venouse és Villeneuve-Saint-Salves községekkel határos.

## Népesség
A település népességének változása:
| Lakosok száma | 598  | 596  | 604  | 588  | 585  | 583  | 579  | 579  | 582  |
|               | 2013 | 2015 | 2016 | 2017 | 2018 | 2019 | 2020 | 2021 | 2022 |